# Krynycia (obwód tarnopolski)
Krynycia (ukr. Криниця; do 1978 roku Korościatyn) – wieś na Ukrainie, w obwodzie tarnopolskim, w rejonie czortkowskim, przy drodze z Iwano-Frankiwska do Buczacza. W 2001 roku liczyła 631 mieszkańców.

## Historia
Pierwsza wzmianka o wsi pochodzi z 1454 roku. Wieś prawa wołoskiego Korościatyń, położona była w drugiej połowie XV wieku w ziemi halickiej województwa ruskiego.
Od 1884 r. przez wieś przechodziła Galicyjska Kolej Transwersalna, która prowadziła z Čadcy na Słowacji do Husiatyna, leżącego na ówczesnej granicy Austro-Węgier z Rosją.
We wsi dominowała ludność polska, która do końca XIX wieku należała do parafii rzymskokatolickiej pw. Wniebowzięcia Matki Bożej w Monasterzyskach. W 1905 r. we wsi erygowano nową parafię. Stało się to dzięki właścicielce ziemskiej Józefie Starzyńskiej, która ufundowała murowany kościół. Nowa parafia weszła w skład dekanatu Buczacz, należącego do archidiecezji lwowskiej obrządku łacińskiego. W 1936 r. parafia liczyła 1476 wiernych, z których 875 mieszkało w samym Korościatynie, 360 w Komarówce, 141 w Wyczółkach oraz 100 na Dębowicy, osadzie powstałej po I wojnie światowej i leżącej w granicach miasta Monasterzyska. Na terenie parafii, w osadzie Huta Szklana pod Komarówką, znajdowała się również kaplica pw. św. Jana Nepomucena.
W okresie międzywojennym Korościatyn wchodził w skład powiatu buczackiego województwa tarnopolskiego. W 1939 r. we wsi znajdowała się szkoła, stacja i 156 zagród. Mieszkało 920 osób. Było 206 rodzin polskich, 4 ukraińskie i jedna żydowska. Działała ochotnicza straż pożarna i kilka organizacji kościelnych. Po wybuchu Korościatyn i okoliczne miejscowości zajęte zostały przez Sowietów, w lipcu 1941 r. przez Niemców, a w lipcu 1944 r. znów przez Sowietów.
28 lutego 1944 roku, około godziny osiemnastej, miejscowość została napadnięta przez oddziały Ukraińskiej Powstańczej Armii, wspierane przez okoliczną ludność ukraińską. Podczas napadu na stacji kolejowej i we wsi zamordowano łącznie 156 osób, w tym kilkanaścioro dzieci w wieku od 4 do 12 lat. Udało się ustalić tożsamość jedynie 117 zabitych. Spaleniu uległy wszystkie zabudowania oprócz kościoła i plebanii.
1 marca Niemcy sfilmowali zgliszcza wsi i wykonali zdjęcia ofiar. Następnego dnia większość z nich pochowano na cmentarzu w Korościatynie we wspólnej mogile oznaczonej dziś drewnianym krzyżem bez żadnych napisów. Polacy, którzy ocaleli z rzezi, przenieśli się do Monasterzysk. Po wojnie zostali przesiedleni na Dolny Śląsk, głównie do Lwówka Śląskiego, Chojnowa, Borowa i Strzelina. Na ich miejscu po 1945 roku osadzono Łemków spod Krynicy, którzy nadali wsi obecną nazwę. Linii kolejowej, zniszczonej w czasie wojny przez Niemców, nie odbudowano.
Od 2001 roku w uroczysku „Byczowa” obok chutora Dubrowycia co roku odbywa się festiwal Dzwony Łemkiwszczyny.

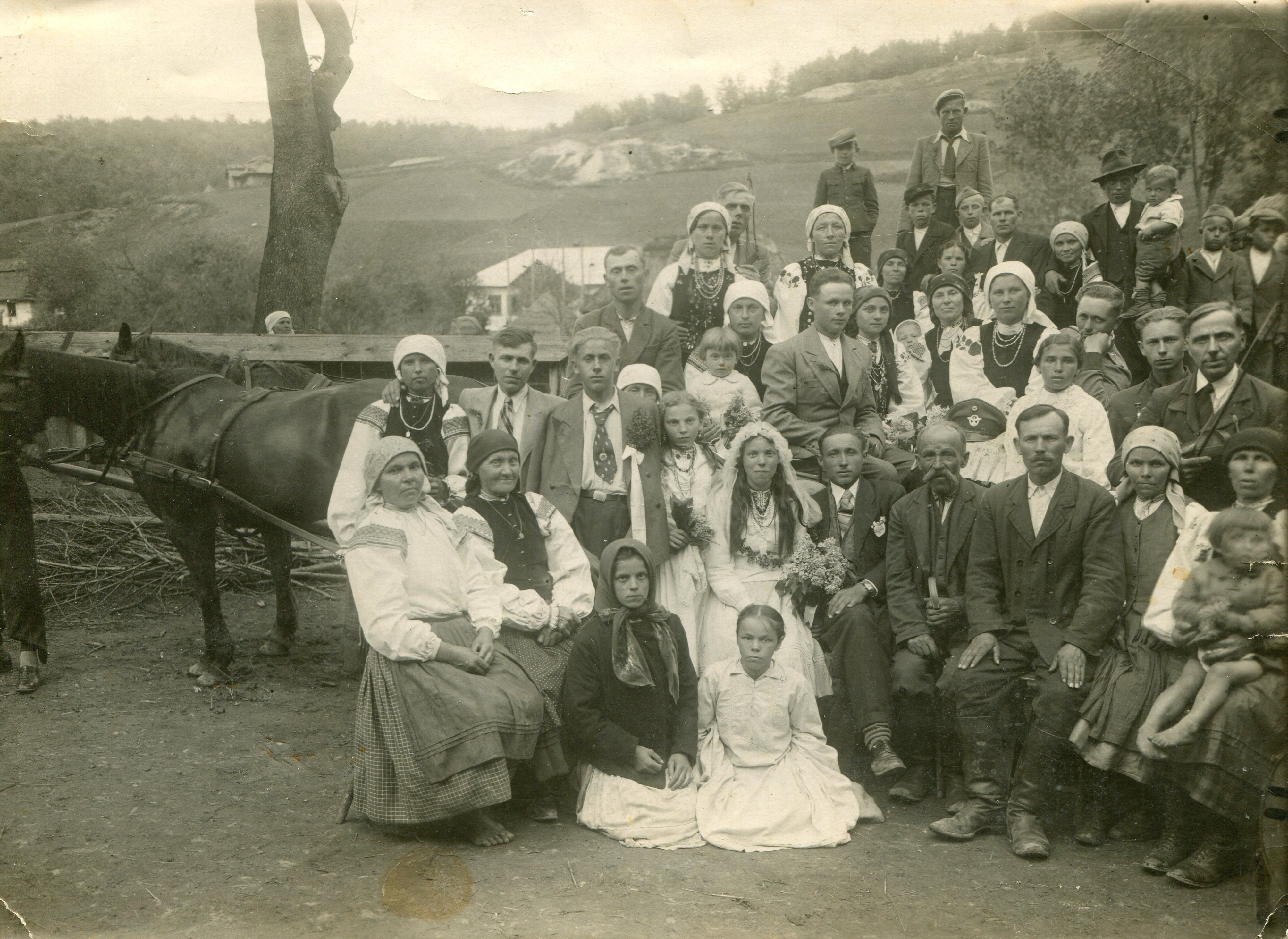
Wesele w Korościatynie (wrzesień 1942)

## Cerkiew
We wsi znajduje się dawny murowany kościół rzymskokatolicki pw. Narodzenia Matki Boskiej z początku XX wieku (konsekrowany przez arcybiskupa Józefa Webera 8 września 1901 roku). Jest to budowla na planie krzyża, z wielobocznie zamkniętym prezbiterium oraz krótkimi ramionami transeptu. Fasadę zwieńczoną krzywoliniowym szczytem flankują dwie wieże zakończone neobarokowymi hełmami. Świątynia, służąca po wojnie jako magazyn, została po 1990 roku wyremontowana i przekształcona w greckokatolicką cerkiew Narodzenia Matki Bożej.

## Ludzie związani ze wsią
- Marceli Machnowski – naczelnik stacji kolejowej we wsi w 1885 roku[11], 1886[12]
- ks. Mieczysław Krzemiński, proboszcz parafii w Korościatynie w l. 1942 r. - 1945[13].
- prof. Gabriel Turowski - jako ministrant towarzyszył księdzu w pochówku polskich cywili zabitych podczas masowych mordów w Korościatynie[14].
- Alojzy Zappe - absolwent prawa na Uniwersytecie Lwowskim, naczelnik stacji kolejowej we wsi (do 1935 r.).
- Jadwiga Zappe  i Irena Zappe, córki Alojzego, animatorki polskiego powojennego środowiska we Lwowie, laureatki Nagrody Kustosz Pamięci Narodowej[15].